# マネリの塔

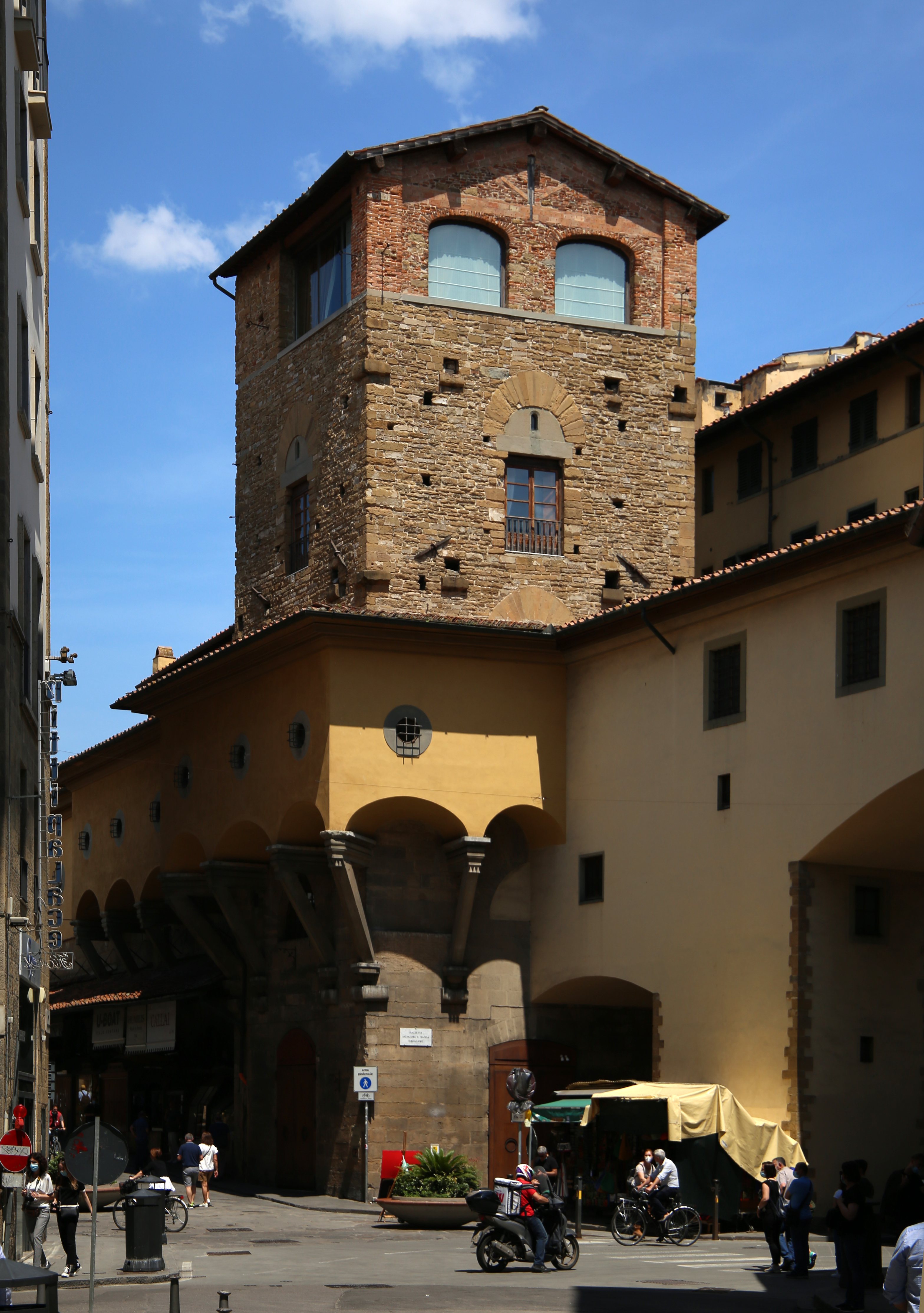
ヴァザーリの回廊とマネリの塔

マネリの塔(Torre dei Mannelli)は、イタリアフィレンツェのヴェッキオ橋の東南の角にある小さな塔である。この塔はかつてこの橋の四隅にあった塔のうち現存する唯一のものである。1565年にヴァザーリの回廊が作られる際、マネリ家は回廊を直線状にするためにこの塔を改造あるいは除去することを拒否した。そのため、回廊はブラケットにより塔を迂回している。　　　　　　　　　　　　　　　　　　　　　　　　　　　　　　　　　　　　
塔は第二次世界大戦により損傷を受け1944年から1946年にかけネロ＝バローニにより修復された。塔の1階はジェラート店になっている。

## 文献
- Grimaldi, Fortunato (2005). Le "case-torri" di Firenze. Florence: Edizioni Tassinari

座標: 北緯43度46分3.13秒 東経11度15分10.65秒 / 北緯43.7675361度 東経11.2529583度